# Ulla Eho-Saario
Laila Ulla-Maija Eho-Saario, född Eho 4 juli 1959 i Helsinge kommun, är en finländsk kantor, organist och dirigent. 

## Biografi
Eho-Saario föddes i en jordbrukarfamilj i Helsinge kommun. Som barn fick hon pianolektioner och började i musikskola som nioåring. Hon gick i läroverket och gymnasiet i Skavaböle i Tusby och 1987 utexaminerade hon från Konstuniversitetets Sibelius-Akademis kyrkomusiksenhet. I Sibelius-Akademin träffade hon Timo Saario och senare gifte paret sig i Sjundeå, där familjen bor. Makarna har två barn.
Åren 1984–1990 var Eho-Saario anställd i Karislojo församling och blev då intresserad av körverksamhet. I Vichtis församling började Eho-Saario i april 1990. Där dirigerar Eho-Saario flickkören Tyttökuoro Piritat, reservofficerskören Vihdin reserviläiskuoro och kören Vihdin päiväkuoro. Alla körer uppträder vid församlingens evenemang, gudstjänster och i körers egna konserter och resor. Speciellt Tyttökuoro Piritat har rest runt Finland och också utomlands bland annat till Sverige, Estland, Polen, Spanien, Skottland och Ungern.
Eho-Saario har också inspelat flera CD-skivor med flickkören. På sin fritid leder Eho-Saario förälder-barn musikskola i Nummela i Vichtis.
Esbo stifts domkapitel har förlänat henne hederstiteln director cantus.

## Utmärkelser
- Director cantus
- Förbundet Finlands Reservofficerförbunds tjänstemedalj i brons
- Finlands Krigsveteranförbunds tjänstemedalj i guld
- Församlingsarbetets guldära, silverära och bronsära
- Krigsinvalidernas Förbundets tjänstemedalj i guld
- Finlands Frontveteranförbundets förtjänstkors
- Finlands Frontveteranförbundets tjänstemedalj i guld
- Finlands Frontveteranförbundets guldmedalj
- Finlands Kyrkomusikförbundets kantors specialförtjänstmedalj
- Vichtis frontveteranförbundets standar
- Finlands Frontveteranförbundets standar